# Венцислав Кирчев
Венцислав Кирчев е български полицай, главен комисар, директор на Главна дирекция „Национална полиция“ от 7 януари до 9 август 2022 г.

## Биография
Роден е през 1976 г. във. Висшето си образование завършва в Пловдивския университет „Паисий Хилендарски“. Започва кариерата си като полицай в „Охранителна полиция“ в РУ – Хасково през 1998 г. От 1999 г. е разузнавач, а от 2005 г. е инспектор в група „Криминална полиция“ към управлението. През 2008 г. е назначен за началник на полицейския участък в Стамболово. От 2014 г. е началник група „Териториална полиция“ в Районното управление в Хасково. През 2019 г. се премества в ОДМВР – Кърджали, където е назначен за началник на полицейски участък в Черноочене. На 2 юни 2021 г. е назначен за директор на Областната дирекция на МВР в Хасково. От 7 януари 2022 г. е директор на Главна дирекция „Национална полиция“. Остава на поста до 9 август 2022 г.